# 강철부대 (시즌 1)
《강철부대》는 2021년 3월 23일부터 2021년 6월 22일까지 방송된 예능 프로그램이다.

## 기획 의도
최정예 특수부대 출신 예비역들이 팀을 이뤄 각 부대의 명예를 걸고 싸우는 예능 프로그램이다.

## 출연진

### 참가 부대
| 부대명                    | 군종          | 이름                           |
| ------------------------- | ------------- | ------------------------------ |
| 육군특수전사령부 (특전사) | 대한민국 육군 | 박준우, 정태균, 박도현, 김현동 |
| 해병대수색대              | 대한민국 해군 | 오종혁, 정훈, 안필립, 안태환   |
| 제707특수임무단 (707)     | 대한민국 육군 | 이진봉, 김필성, 염승철, 임우영 |
| 해군특수전전단 (UDT)      | 대한민국 해군 | 김범석, 정종현, 육준서, 김상욱 |
| 군사경찰특임대 (SDT)      | 대한민국 육군 | 김민수, 강준, 이정민, 강원재   |
| 해난구조전대 (SSU)        | 대한민국 해군 | 정성훈, 정해철, 황충원, 김민수 |

- 2021년 6월 22일 기준으로 UDT가 우승하였다.

## 결과
- 1위 : 우승 UDT/SEAL(작전명이사부)
- 2위 : 준우승 SSU (작전명이사부)
- 공동 3위 : 707 (최전방보급작전)
- 공동 3위 : 특전사 (서울함 탈환작전)
- 5위 : SDT (40kg 군장행군)
- 6위 : 해병대수색대 (250kg타이어뒤집기)

## 같이 보기
- 군사 기지
- 진짜 사나이
- 진짜 사나이 300
- 강철부대 시즌2
- 강철부대 시즌3